# Оселець (річка)
Оселець — річка в Україні, у Конотопському районі Сумської області. Права притока Чаши (басейн Дніпра).

## Опис
Довжина річки приблизно 2,6 км.

## Розташування
Бере початок на північно-східній околиці села Чумакове. Спочатку тече на північний захід, потім на південний захід і на північному-східній околиці Червоної Слободи впадає у річку Чашу, ліву притоку Сейму. 
Річку перетинає автомобільна дорога Р44.